# PeaZip
PeaZip — вільний (GNU Lesser General Public License) і безплатний багатоплатформний портативний архіватор та графічна оболонка для інших архіваторів.
Початковий код програми написано на Free Pascal і зібрано в Lazarus. PeaZip поширюється для Windows 9x, Windows NT (зокрема й для вільної, частково сумісної з Windows NT операційної системи ReactOS) і Linux як в інсталяційних пакунках (встановлювач для Windows, DEB, RPM, TGZ), так і в портативних версій, які не вносять змін в операційну систему.
PeaZip підтримує власний формат архівів Pea (з підтримкою стиснення, багатотомних архівів і гнучкої системи шифрування й контролю цілісності) та інші формати, використовуючи для багатьох з них зовнішні програми та бібліотеки.
Проєкт знаходиться на SourceForge.net, звідки він був викачаний, станом на квітень 2013 року, понад 3,7 мільйонів разів, а на вересень 2017 року, понад 6 мільйонів разів.

## Деталі
PeaZip являє собою інтерфейс, який об'єднує такі утиліти, поширювані як open source або royalty free:
- виконуваний файл Pea (графічний) від автора PeaZip;
- виконуваний файл архіватора 7z Ігоря Павлова або POSIX-портовану під Linux версію 7z від Myspace (див. 7-Zip);
- виконувані файли PAQ8 і LPAQ: автор Метт Магоні (Matt Mahoney) та інші;
- QUAD, BALZ, BCM Іллі Муравйова[5];
- утиліти GNU strip[6] і UPX[ru];
- файли UNACEV2.DLL 2.6.0.0 (royalty free UNACEV2.DLL license) і UNACE для Linux (royalty free UNACE for Linux license), автор Марсель Лемке (Marcel Lemke), ACE Compression Software.

Більшість згаданих утиліт може працювати як у режимі консолі, так і за допомогою графічної оболонки, що має дружній інтерфейс користувача.
Поточна версія програми має такі недоліки:
- Кодування UTF-8 підтримується інтерфейсом не повністю;
- Оболонка програми встановлює більший пріоритет процесу стиснення/розпакування, ніж інтерфейсу, тому інтерфейс під час операцій може реагувати на дії користувача з затримкою. Через це індикатор прогресу в консолі програми більш інформативний, ніж індикатор прогресу в графічній оболонці.

## Підтримувані формати

### Повна підтримка
- 7z
- 7z-sfx
- FreeArc's ARC/WRC
- bzip2: bz2, tar.bz2, tbz, tb2
- gzip: gz, tar.gz, tgz
- PAQ8F/JD/L/O, LPAQ, ZPAQ
- PEA
- QUAD/BALZ/BCM
- split (.001)
- tar
- UPX
- WIM
- XZ
- ZIP

### Часткова підтримка (розпакування, перегляд, перевірка архіву)
ACE, ARJ, CAB, CHM, COMPOUND файли (MSI, DOC, PPT, XLS тощо), CPIO, DEB, ISO CD/DVD образи, Java-архіви (JAR, EAR, WAR), LZH, LZMA, встановлювачі NSIS, формати OpenOffice.org, PET/PUP (встановлювачі Puppy Linux), PAK/PK3/PK4, RAR, SMZIP, RPM, U3P, XPI, Z, ZIPX.